# Rádio transistorizado

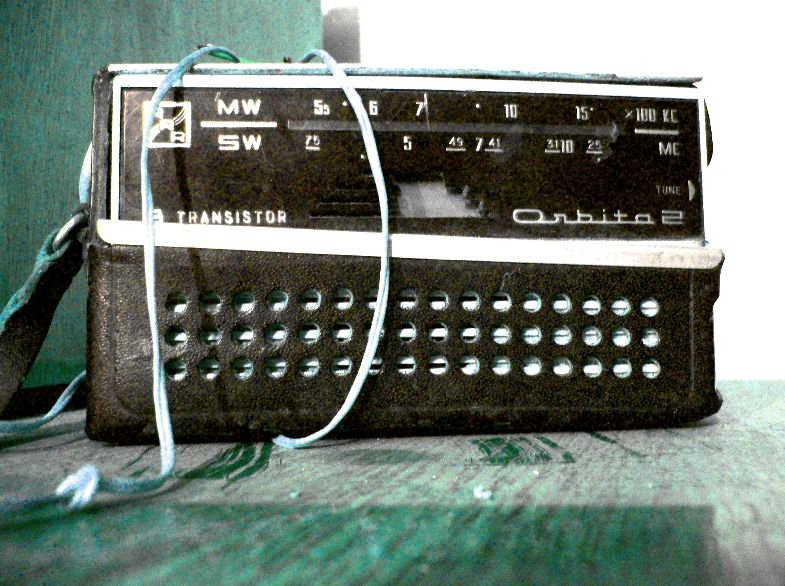
Rádio transistorizado

O rádio transistorizado é um pequeno receptor de rádio portátil que usa circuito baseado em transistor. Os primeiros rádios foram desenvolvidos em 1954, seguido da invenção do transistor que foi em 1947, tornaram-se o dispositivo de comunicação eletrônico mais popular da história, sendo produzidos bilhões nos anos de 1960 a 1970. Seu tamanho de bolso provocou uma mudança nos hábitos de escuta de música, permitindo que as pudessem ouvir música em qualquer lugar. No começo da década de 1980, os rádios AM baratos foram substituídos por aparelhos com melhor qualidade de áudio como, CD players portáteis, leitores de áudio pessoais, e caixas de som.

## História

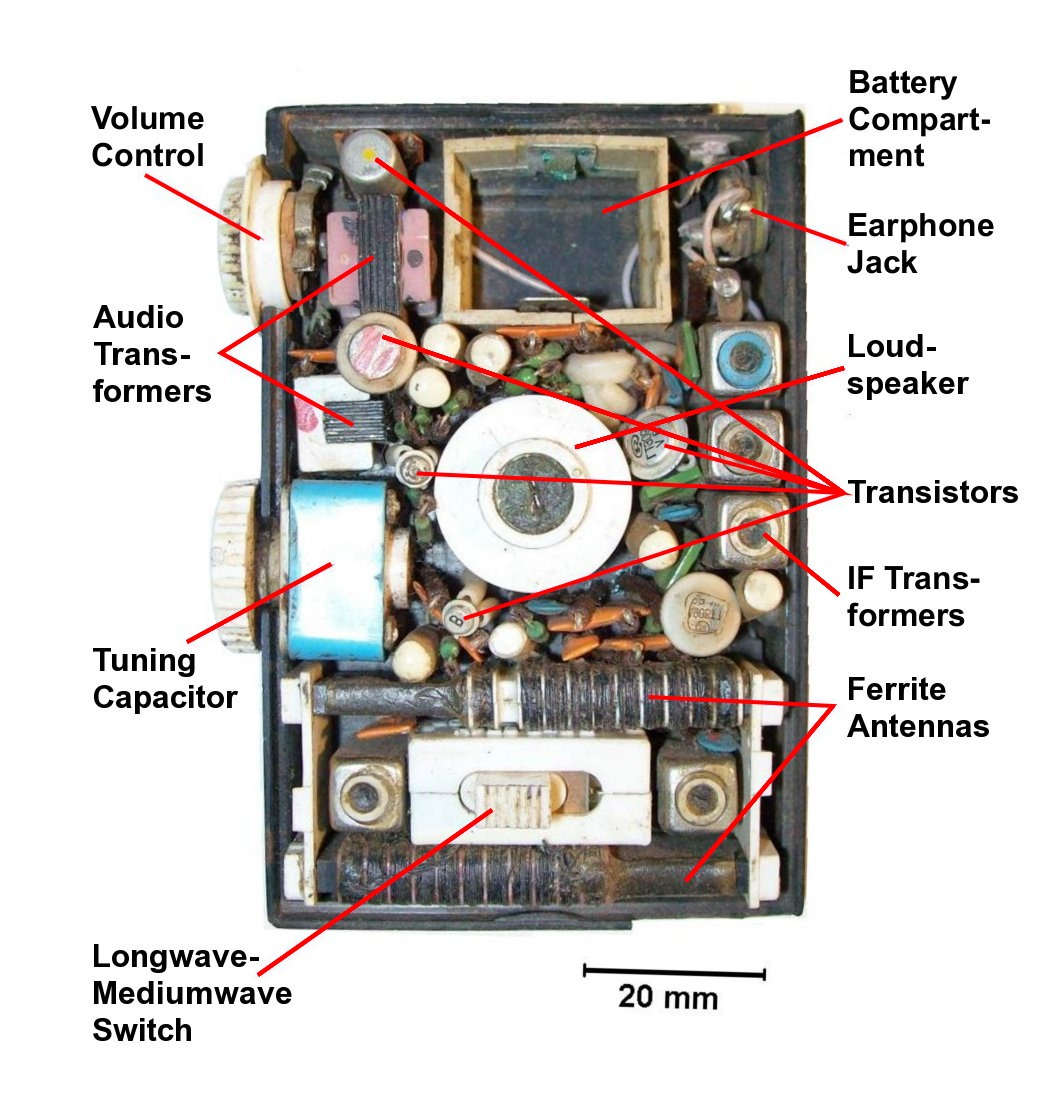
Vista interna da parte traseira de um rádio de cinco transístores e seus componentes

Antes do transistor ter sido inventado, os rádios usados eram criados usando válvula eletrônica. Embora  tenham sido criados rádios portáteis valvulados, eles eram volumosos e pesados, devido às grandes baterias necessárias para abastecer o alto consumo de energia dos tubos.
Bell Laboratories demonstrou o primeiro transistor em 23 de dezembro de 1947. Depois de obter a proteção das patentes, a empresa realizou uma coletiva de imprensa em 30 de junho de 1948, onde foi demonstrado um protótipo de rádio transistor.
Há muitos pretendentes ao título de primeira empresa a produzir rádios transistorizados. Texas Instruments havia demonstrado a utilização de rádios AM (modulação de amplitude) em 25 de maio de 1954, mas o seu desempenho foi bem inferior ao de modelos valvulados. Um rádio foi demonstrado em agosto de 1953 em uma Feira em Düsseldorf pela empresa alemã Intermetall. Foi construído com quatro de transistores feitos à mão pela Intermetall. No entanto, como acontece com as primeiras unidades, a Texas Instruments (e outros) construíram apenas protótipos. RCA havia demonstrado um protótipo de rádio transistorizado em 1952, mas Texas Instruments e Regency Divisão de IDEA, foram os primeiros a oferecerem um modelo de produto a partir de outubro 1954.

## História japonesa no mercado

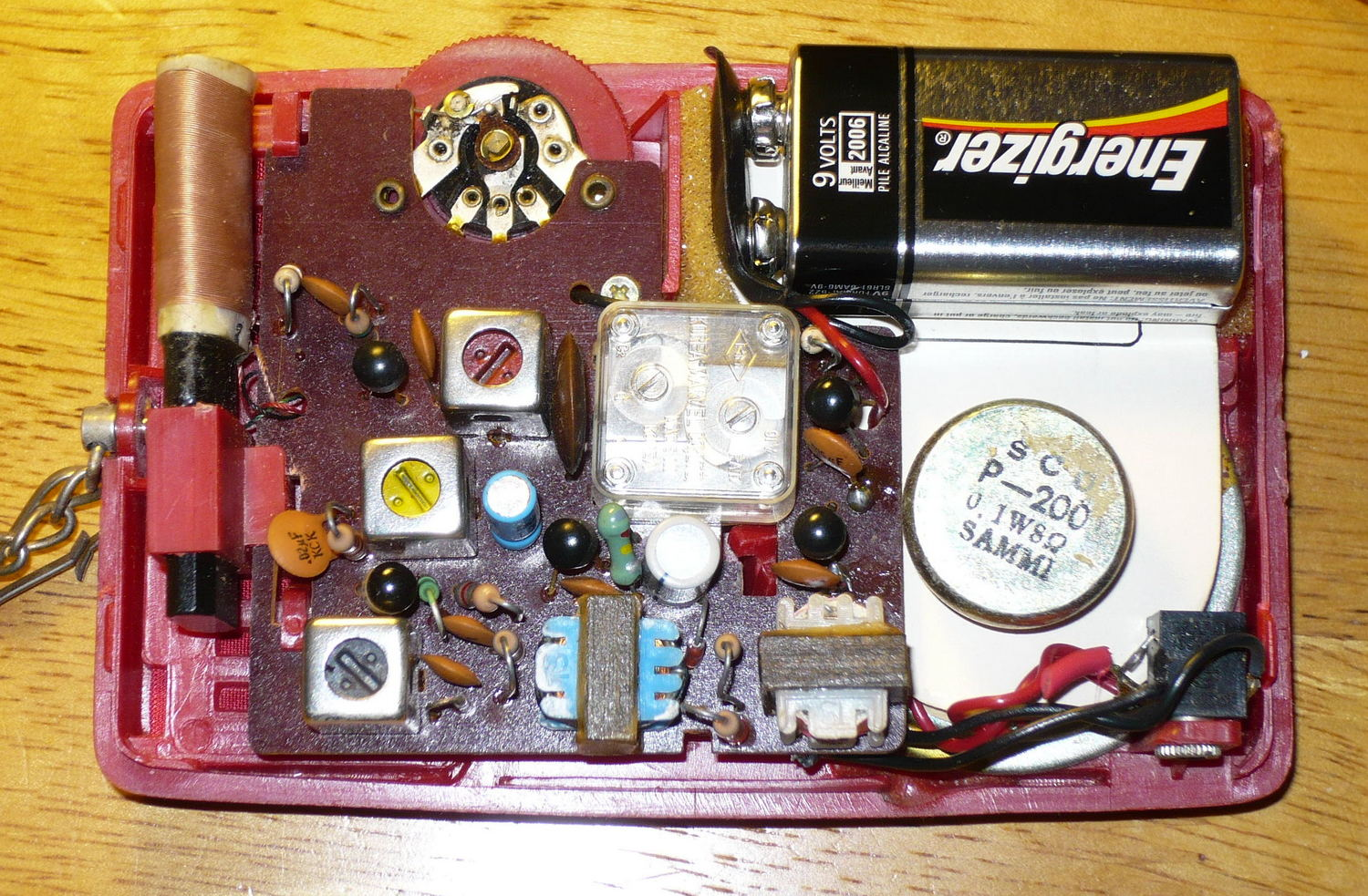
O circuito de um rádio transistor japonês

Durante uma viagem aos Estados Unidos em 1952, Masura Ibuka, fundador da Tokyo Telecommunications Engineering Corporation (atual Sony), descobriu que a AT&T estava prestes a tornar o licenciamento para o transistor disponível. Ibuka e seu parceiro, o físico Akio Morita, convenceu o Ministério do Comércio e Indústria Internacional (MITI) japonês para financiar a taxa de licenciamento $ 25 mil. Durante vários meses Ibuka viajou por todo os Estados Unidos tomando ideias dos fabricantes de transistores americanos. Com as ideias melhoradas, Tokyo Telecommunications Engineering Corporation fez seu primeiro rádio transistor funcional em 1954. Dentro de cinco anos, Tokyo Telecommunications Engineering Corporation cresceu de sete funcionários para cerca de quinhentos.
Outras empresas japonesas logo seguiram a sua entrada no mercado americano e o total de produtos eletrônicos exportados do Japão em 1958 aumentou 2,5 vezes em comparação a 1957.